# Mark Knopfler
Mark Freuder Knopfler, född 12 augusti 1949 i Glasgow, Skottland, är en brittisk countryrock gitarrist, sångare, låtskrivare, producent samt filmmusikkompositör.
Mark Knopfler slog igenom som frontfigur i rockbandet Dire Straits 1977, men är numera sedan bandets upplösning 1995 soloartist. Han har även tillfälligt spelat i andra grupper, till exempel The Notting Hillbillies, och han har spelat med artister som Bob Dylan, Steely Dan, Phil Lynott, Eric Clapton, Joan Armatrading, Phil Everly, Cliff Richard, The Dandy Warhols, Emmylou Harris med flera. Han har även producerat album åt Tina Turner (åt vilken han även skrev låten Private Dancer), Bob Dylan, Willy DeVille och Randy Newman.
Filmmusik har han bland annat skrivit till Local Hero, Wag the Dog och Rob Reiners klassiker The Princess Bride.
Han har gjort sig känd som en gitarrist med en helt egen fingerstil och räknas ofta som en av världens bästa gitarrister genom tiderna.
Mark Knopfler och Dire Straits har sålt cirka 130 miljoner album.

## Biografi

### Bakgrund (1949–76)
Mark Knopfler föddes i Glasgow, där han växte upp med sin engelska mor och sin ungerske far som hade flytt från hemlandet under andra världskriget. Som sjuåring flyttade Mark med familjen till Newcastle. Under de tidiga skolåren, som tillbringades i Gosforth Grammar School, blev han inspirerad av sin morbror Kingleys dragspel och boogie-woogiespelande på piano, vilket också var det första han lärde sig i musikväg. När han senare såg Hank Marvin från The Shadows på TV ville han mest av allt ha en röd Fender Stratocaster, en sådan som Marvin spelade på. Vid 15 års ålder fick han sin första gitarr, en röd Höfner Super Solid som hade formen av en Stratocaster, värd 650 kronor. Året därpå gjorde han ett framträdande i lokal-TV som ena halvan av en duo, med sin skolkamrat Sue Hercombe.
1967 började Knopfler studera journalistik vid Harlow Technial College, och efter skolåret fick han jobbet som musikreporter på Yorkshire Evening Post i Leeds. Två år senare beslutade han sig för att återgå till studierna och ta examen i engelska vid University of Leeds. Under vistelsen i staden stötte han på Steve Phillips, en lokal bluessångare/gitarrist, och de fann sig ha mycket gemensamt musikaliskt och bildade en duo vid namn The Duolian String Pion för att öka sina chanser till detta. Det ledde till att han fick chansen att ta en plats som gitarrist i bluesbandet Brewer's Droop. I bandet spelade trummisen Pick Withers som flera år senare skulle ha stor betydelse vid bildandet av Dire Straits. Det dröjde inte länge förrän Knopfler lämnade bandet och tog ett jobb som föreläsare vid Loughton College i Essex där han jobbade i två år samtidigt som han hyrde in sig i en lägenhet i Buckhurst Hill. Under denna tid gav han då och då gitarrlektioner vid Staples Road School. Under 1975 bildade han och ett par kollegor vid Loughton College ett band vilket de döpte till Café Racers. Marks broder David bodde vid den här tiden vid Farrer House, Deptford's Crossfield Estate i sydöstra London tillsammans med en basspelande kamrat vid namn John Illsley. En kväll var Café Racers basist sjuk och Illsley var då tillfrågad som tillfällig ersättare. Mark och John gjorde då sitt första framträdande tillsammans, och kort efter insåg de att bandet inte hade någon framtid.
1977 sade Knopfler upp sin lägenhet i Buckhurst Hill och flyttade in hos David och John. David hade under uppväxten med Mark lärt sig spela gitarr och de tre började så smått spela Knopflers låtar. Det som fattades var en trummis, och Mark ringde då Pick Withers som han hade spelat med under tiden i Brewer's Droop. Bandet började spela under Marks gamla bandnamn Café Racers. Withers kamrat kom med förslaget att byta namn till Dire Straits (som kan översättas till "svåra tider"), då de hade knapert med pengar. Dire Straits var nu ett faktum.

### Dire Straits-åren (1977–1995)
Huvudartikel: Dire Straits
Samtidigt som Dire Straits skördade stora framgångar, fick Knopfler 1982 frågan om att göra ett instrumentalt soundtrack till en kommande film vid namn Local Hero. Filmen fick tack vare Knopflers medverkan stor uppmärksamhet, och låtarna "Wild Theme" och "Going Home: Theme of Local Hero", som har stora likheter med varandra, har spelats som outro vid Dire Straits samt Mark Knopflers alla konserter sedan dess. "Going Home" har de senaste åren spelats före Newcastles matcher på St James' Park.

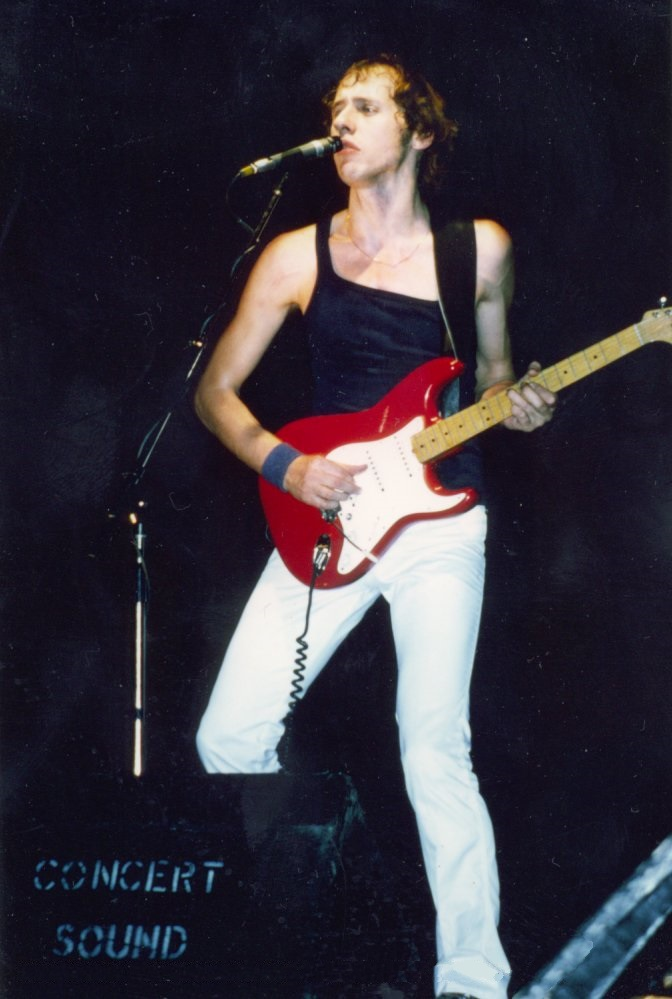
Knopfler med Dire Straits, 1979

Redan året efter gjorde han även soundtrack till filmerna Comfort and Joy samt Cal, och detta följdes senare upp med filmerna The Princess Bride (1987) och Last Exit to Brooklyn (1989). Ingen av dessa soundtrack nådde samma framgång som det till Local Hero.
Den 20 juli 1986, bara två månader efter den gigantiska Brothers in Arms-turnén, medverkade Knopfler och bandkamraten John Illsley vid Prince's Trust rock concert där de tillsammans med bland annat Eric Clapton, Sting och Elton John framförde "Money for Nothing'".

Efter succén med Brothers in Arms samt turnén 1985/86 blev Knopfler tillfrågad av Eric Clapton att spela kompgitarr under dennes spelningar åren 1987 och -89 under ett 50-tal spelningar i olika perioder. En stor anledning att han tackade ja var för att slippa ha någon press på sig, men ändå få stå på scen och spela gitarr. 2006 gavs en DVD ut innehållande en konsert från Shoreline Amphitheatre i Kalifornien 21 september 1988.

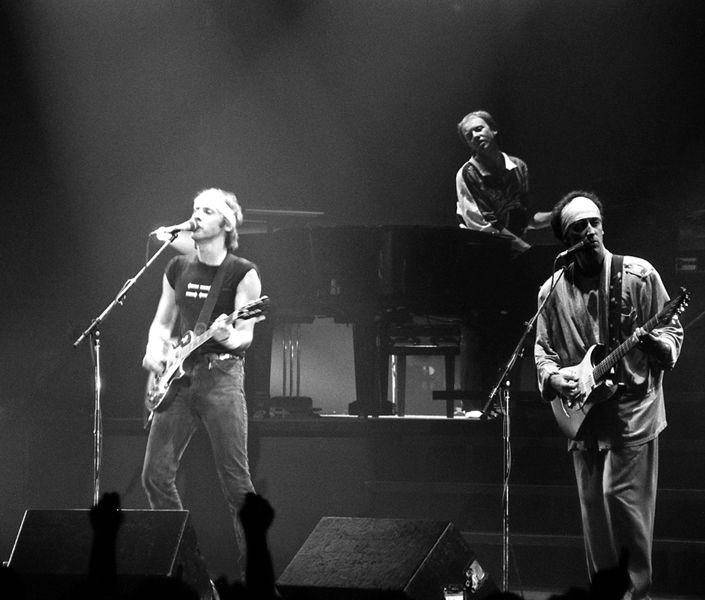
Knopfler med Dire Straits i Belgrad, 10 maj 1985

I juni samma år deltog han i Prince's Trust rock concert och framförde då "Money for Nothing" med Claptons band samt Elton John på piano. Han deltog även under bland annat "Layla".
Årets stora händelse för Dire Straits-fansen inträffade dock den 11 juni då bandet för första gången sedan förra turnén återförenades för att vara huvudakt under Nelson Mandela 70th Birthday Tribute. Då bandets kompgitarrist Jack Sonni strax innan blivit far fick Clapton ännu en gång stå scen tillsammans med Knopfler. Dock i bakgrunden denna gång.
Knopfler drog samma år igång country-projektet The Notting Hillbillies tillsammans med Guy Fletcher från bandet, Steve Phillips från de tidiga åren samt Brendan Croker.

### Solokarriär (1996–)

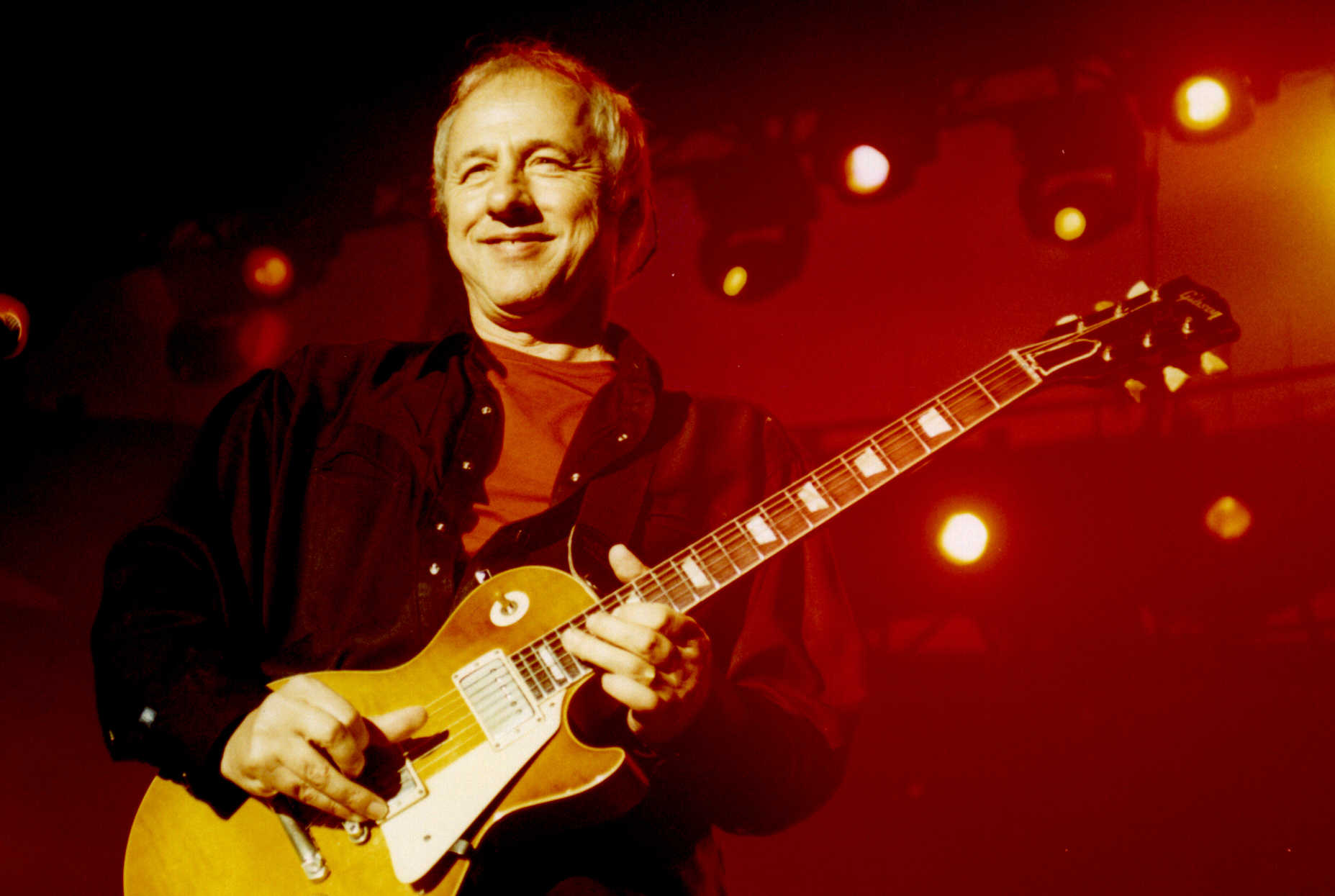
Knopfler i Bilbao, 2001

Efter succéåren med Dire Straits och den avslutande On Every Street-turnén såg Mark Knopfler bandets slut då som han själv uttrycker det, "It just got too big.". 1995 upplöstes bandet officiellt, och Knopfler påbörjade en solokarriär året efter med albumet Golden Heart. Han tog med sig bandets dåvarande keyboardspelare Guy Fletcher som är den som jobbat allra längst med Knopfler och gör än idag (1984–nutid). Albumet hade höga förväntningar på sig efter vad Knopfler hade åstadkommit med Dire Straits, och det mottogs med goda recensioner, även om det inte nådde högre än nia på UK Albums Chart och 105 på Billboard 200. I Sverige nådde det dock nummer fyra på albumlistan.
1997 spelade han soundtracket till Hollywood-filmen Wag the Dog, vilket till skillnad från tidigare inte endast innehöll instrumentala melodier. Samma år listade musikskriften Rolling Stone Rock 'n' Roll Hall of Fame's 500 Songs That Shaped Rock and Roll, vilket innehöll "Sultans of Swing", Dire Straits första hit.
1999 mottog han utmärkelsen Order of the British Empire (OBE).
År 2000 gavs det andra soloalbumet Sailing to Philadelphia ut, vilket är det album under Knopflers solokarriär som har nått högst på listorna.
I juli 2002 gav Mark Knopfler fyra välgörenhetskonserter med de tidigare Dire Straits-medlemmarna John Illsley, Guy Fletcher, Chris White och Danny Cummings, samt Brendan Croker och Steve Phillips från The Notting Hillbillies, vilket Knopfler vad medlem i. Första halvan av konserten bestod av The Hillbillies som framförde låtar från sitt enda utgivna album, samt ett par låtar från Knopflers solokarriär. Andra halvan med vad som kan ses som en återförening av Dire Straits var då inriktad på material från de åren, men även ett par egna låtar av Knopfler. Tre av fyra konserter hölls vid O2 Shepherd's Bush Empire i London och den fjärde och sista vid Beaulieu Palace på sydkusten. Jimmy Nail som stod för bakgrundssång på "Why Aye Man" samma år deltog under den nämnda låten samt på "Money for Nothing" vid alla konserter, och Jools Holland var också gäst vid en spelning.
2002 släppte Knopfler sitt tredje soloalbum, The Ragpicker's Dream. I mars året efter var han med om en motorcykelolycka vid Grosvenor Road, Belgravia, på väg till studion. Han bröt ett nyckelben, ett skulderblad samt sex revben. Detta ledde till att den kommande världsturnén blev inställd, och det dröjde till 2005 tills Knopfler stod på scen igen, då under turnén för det fjärde albumet Shangri-La. Under denna turné besökte Knopfler för första gången länder som Indien och Förenade Arabemiraten vilket gav ett stort välkomnande med över 20 000 fans på varje konsert för att se legenden som oväntat spelade i Asien igen.

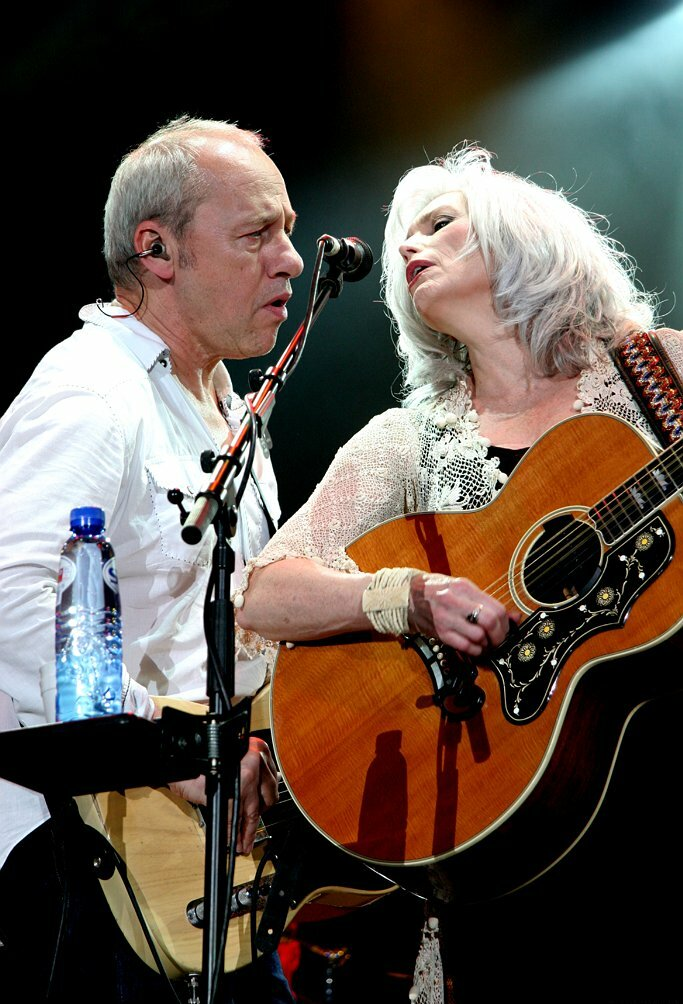
Mark Knopfler och Emmylou Harris 2006

I november 2005 släpptes samlingsalbumet The Best of Dire Straits & Mark Knopfler: Private Investigations, med material från Dire Straits studioalbum och Mark Knopflers solomaterial samt filmmusik. Albumet innehöll den tidigare outgivna låten "All the Roadrunning", en duett med Emmylou Harris, som dock fanns med på deras duettalbum med samma namn. Albumet All the Roadrunning släpptes i april 2006 och nådde förstaplatsen på albumlistorna i Danmark och Schweiz, andraplatsen i Sverige och Norge, åttondeplatsen på UK Albums Chart samt sjuttondeplaceringen på amerikanska Billboard 200. Den blev även nominerad i kategorin "Best Folk Rock/Americana Album" vid Grammy Awards året efter men förlorade mot Bob Dylans album Modern Times. En konsert i Universal City, Kalifornien spelades in och gavs ut på DVD med namnet Real Live Roadrunning, och innehåller större delen av konserten med låtar från studioalbumet, både Knopfler och Harris solokarriärer, samt tre låtar från Knopflers tid med Dire Straits.
I september 2007 släpptes Knopflers femte soloalbum Kill to Get Crimson. Under hösten spelade han en serie av mindre konserter runt om i Europa som sändes på TV inför ett hundratal personer för att marknadsföra albumet och den kommande turnén som följde i Europa och Nordamerika under 2008.
Den 15 september 2009 utgav Knopfler albumet Get Lucky, samtidigt offentliggjordes turnéplanerna för en turné vår/sommaren 2010 med en promotionturné dessförinnan. Mellan den 8 april och 31 juli genomförde Mark Knopfler med band en turné i Nordamerika samt Europa med start i Seattle och avslut i Avila, Spanien. Den 12 juni besökte bandet Sverige och Sofiero för en spelning.
Under hösten 2011 genomförde Knopfler tillsammans med Bob Dylan en turné som bland annat tog dem till Stockholm och Malmö, och samma sak genomfördes följande höst i USA.
Den 3 september 2012 släpptes dubbelalbumet "Privateering". En turné följde sommaren 2013 med stopp i bland annat Göteborg och Malmö.
I början av 2014 annonserade Knopflers ständiga keyboardist Guy Fletcher att ett nytt album planerades och spelades in under våren.

## Musikalisk stil och utrustning
Karakteristiskt för Mark Knopfler är hans lågmälda barytonröst och att han tidigt gjorde sig känd för att använda fingrarna istället för plektrum, och han spelar också högerhänta gitarrer trots att han är vänsterhänt. Han har utvecklat en egen typ av clawhammer, där han främst använder tummen samt pek- och långfingret, men han har också nämnt att han gärna använder plektrum i kompdelarna under studioinspelningarna. I vissa låtar använder han också plektrum live; Expresso Love, The Man's too Strong och nu på senare tid under So Far Away och Our Shangri-La. De senare för att efterlikna ljudet av Hank Marvin. I början av sin karriär var han tydligt influerad av J.J. Cales spelstil på gitarr.
Tidigt i karriären använde Knopfler främst Fender Stratocasters, men har under åren använt ett tjugotal olika gitarrer på livespelningar och på album. Sedan han påbörjade sin solokarriär 1996 har Gibson Les Pauls använts flitigt.
Knopfler har länge haft en stor och ständigt växande samling gitarrer, men den 31 januari 2024 såldes större delen av hans samling på auktion hos firman Christie's i London. Den totala summan för 122 gitarrer och förstärkare hamnade strax under 9 miljoner pund och den gitarr som fick högst bud var hans Gibson Les Paul 1959 som gick för 693 000 pund. Knopfler avsåg att donera 25 % av den totala inropssumman till välgörande ändamål.

### Gitarrer
Dessa gitarrer är de mest kända och använda genom åren.
| Gitarr       | Modell                           | Tillverkad | Serienr | Färg                        | Övrigt | Video |
| Fender       |                                  |            |         |                             | |       |
| ------------ | -------------------------------- | ---------- | ------- | --------------------------- | --- | ----- |
|              | - Stratocaster                   | 1961/2     | 80470   | Maple neck, Fiesta red      | Huvudgitarr tillsammans med den undre mellan 1977 och 1979 |       |
|              | - Stratocaster                   | 1961       | 68354   | Rosewood neck, red          | Huvudgitarr tillsammans med den övre mellan 1977 och 1979 |       |
|              | - Stratocaster                   | 1954       | 059     | Maple neck, Sunburst        | Även kallad Jurassic Strat |       |
|              | - Stratocaster M. Knopfler sign. | 2004       |         | Rosewood neck, Hot Rod Red  | Användes exempelvis på Sultans of Swing under Kill to Get Crimson-turnén                                                                                            |       |
| Gibson       |                                  |            |         |                             | |       |
|              | - Les Paul                       | 1958       |         | Cherry Sunburst             | Huvudgitarr på Golden Heart och efterföljande turné |       |
|              | - Les Paul                       | 1959       |         | Cherry Sunburst             | Reservgitarr för hans Les Paul 1958, bland annat använd vid inspelning av ett par låtar på albumen Kill to Get Crimson och Get Lucky och även använd under turnéer. |       |
|              | - Les Paul                       | 1984       |         | Cherry Sunburst             | Användes vid inspelningen av Money for nothing och Brothers in Arms, samt efterföljande live turné 1985                                                             |       |
| Pensa-Suhr   |                                  |            |         |                             | |       |
|              | - MK1                            | 1988       | 001     | Natural Amber/Orange Flamed | Huvudgitarr åren 1988-92. Användes på större delen av On Every Street samt efterföljande turné                                                                      |       |
| Pensa Custom |                                  |            |         |                             | |       |
|              | - MK2                            | 1990-tal   |         | Natural Amber/Orange Flamed | Användes exempelvis på Sultans of Swing under STP-turnén och på Telegraph Road under Kill to Get Crimson-turnén                                                     |       |
|              | - MK2 Plus                       | 2005       |         | Natural Amber/Orange Flamed | Användes exempelvis på Telegraph Road under Shangri-La-turnén |       |
| Schecter     |                                  |            |         |                             | |       |
|              | - Dream Machine                  | 1980       | S8218   | Candy Apple Red             | Huvudgitarr åren 1980-85 |       |
|              | - Tele                           | 1983       | S8703   | Candy Apple Red             | Användes vid inspelningen av Walk of Life och live sedan dess |       |
| National     |                                  |            |         |                             | |       |
|              | - Style O                        | 1937       | B1844   | Metall                      | Finns på framsidan av Brothers in Arms, och är mest känd som gitarren bakom Romeo and Juliet                                                                        |       |

## Familj
Under åren har Mark Knopfler varit gift tre gånger. Under åren han bodde i Leeds var han gift med Kathy White som han hade varit tillsammans med sedan skoltiden, men det bröts innan Knopfler flyttade till London 1973.
Andra äktenskapet med Lourdes Salamone varade mellan 1983 och 1993, och resulterade 1987 i tvillingsöner vid namn Joseph och Benji.
Det nuvarande äktenskapet med skådespelerskan Kitty Aldridge har resulterat i två döttrar. Isabella född 1998 och Katya Ruby Rose född 2003. Familjen bor i Chelsea.

## Utmärkelser och erkännanden
- Grammy Awards 1986 - "Best Country Instrumental Performance" med Chet Atkins (för Cosmic Square Dance)
- Grammy Awards 1991 - "Best Country Vocal Collaboration" med Chet Atkins (för Poor Boy Blues')
- Grammy Awards 1991 - "Best Country Instrumental Performance" med Chet Atkins (för So Soft, Your Goodbye)
- 1993 blev Knopfler hedrad med titeln "Doctor of Music" vid Newcastle University.[12]
- 1995 blev Knopfler hedrad med titeln "Doctor of Music" vid University of Leeds.
- 1999 mottog Knopfler utmärkelsen OBE.[13]
- 2001 döptes dinosauriearten Masiakasaurus knopfleri efter Knopfler då utgrävarna hade lyssnat på hans musik under utgrävningen.[14]
- 2003 fick Knopfler pris för "Outstanding Achievements in the Music Industry" under Edison Awards i Holland, vilket är det högsta priset för en musiker i landet.[15]
- 11 juli 2007 blev Knopfler hedrad med titeln "Doctor of Music" vid Sunderland University.[16]
- Februari 2009 blev Knopflers British Grove Studios vinnare av "Music Producers Guild Award" för 'Best Studio'.[17]

## Diskografi

### Soloalbum
- 1996 – Golden Heart
- 2000 – Sailing to Philadelphia
- 2002 – The Ragpicker's Dream
- 2004 – Shangri-La
- 2007 – Kill to Get Crimson
- 2009 – Get Lucky
- 2012 – Privateering
- 2015 – Tracker
- 2018 – Down the Road Wherever
- 2024 – One Deep River

### Filmalbum
- 1983 – Local Hero
- 1984 – Cal
- 1987 – The Princess Bride
- 1989 – Last Exit to Brooklyn
- 1993 – Screenplaying (Samling från de fyra tidigare)
- 1998 – Wag the Dog
- 1999 – Metroland
- 2002 – A Shot at Glory

### Övriga album
- 1990 – Neck and Neck (med Chet Atkins)
- 1990 – Missing... Presumed Having a Good Time (med hobbybandet The Notting Hillbilles)
- 2005 – The Trawlerman's Song EP
- 2005 – One Take Radio Sessions (live)
- 2005 – The Best of Dire Straits & Mark Knopfler: Private Investigations
- 2006 – All the Roadrunning (med Emmylou Harris)
- 2006 – Real Live Roadrunning (med Emmylou Harris)